# Conn Iggulden
Conn Iggulden is een Engelse auteur die vooral historische romans schrijft. Hij werd geboren in 1971 en studeerde zowel aan de St. Martins School in Northwood als aan de Merchant Taylor's School. Hij studeerde Engels aan de Universiteit van Londen en gaf later zeven jaar les in dit vak. Hij werd zelfs het hoofd van het Engelse departement aan het St. Gregory's Roman Catholic School in Londen. Iggulden liet zijn post varen toen hij besloot een vierdelige serie te schrijven over de Romeinse consul en veroveraar Julius Caesar. Iggulden is getrouwd en heeft vier kinderen.

## Werk
Historische fictie
Iggulden debuteerde met De Poorten van Rome, het eerste deel in zijn vierdelige serie Caesar. De serie is gebaseerd op het leven van Julius Caesar, vanaf zijn geboorte (De Poorten van Rome) tot aan zijn dood (De Toorn van de Goden).
De auteur heeft altijd gesuggereerd dat er een vijfde boek zou verschijnen, dat zou aansluiten bij het einde van het vierde deel. Dit vermeldde hij in de "Historische notities" van het laatste deel.
Na het afwerken van de Caesar-serie begon Iggulden aan een nieuwe boekenserie over het leven van de Mongoolse veroveraar Dzjengis Khan. Het eerste boek verscheen in 2007 in Engeland.